# Sammlung von Beschlüssen ökumenischer Konzilien
Eine Sammlung von Beschlüssen ökumenischer Konzilien enthält die Beschlüsse (teilweise auch Protokolle und verwandte Quellen) der von einer oder mehreren Kirchen anerkannten ökumenischen Konzilien. Angesichts der rechtlichen und theologischen Autorität dieser Konzilien haben diese Sammlungen immer den Charakter einer Kanones-Sammlung. Aufnahme, Nichtaufnahme oder selektive Aufnahme von Konzilsbeschlüssen in solche Sammlungen sind historisch eine der wichtigsten Formen, über die Ökumenizität eines Konzils zu entscheiden. Vor allem in der Frühen Neuzeit unterlag die Herausgabe von Sammlungen von Konzilsbeschlüssen seitens der römisch-katholischen Kirche einer scharfen Zensur.

## Die ältesten Sammlungen
Die ältesten Sammlungen von Beschlüssen der entsprechenden Konzilien gehen noch auf diese selbst und ihr Umfeld zurück. Teilweise wurden die Kanones der Konzilien durch den Kaiser bestätigt und in Rechtssammlungen aufgenommenen. Überwiegend dominieren in der Spätantike und im Mittelalter aber Kanones-Sammlungen, die auf lokale Initiativen zurückgehen. Im lateinischen Westen waren die in griechischer Sprache verfassten Beschlüsse der ökumenischen Konzilien nur in lateinischen Übersetzungen (insbesondere durch Dionysius Exiguus und Anastasius Bibliothecarius) und oft nur unvollständig bekannt. Viele kanonistische Sammlungen des Mittelalters enthielten verschiedene Beschlüsse verschiedener ökumenischer Synoden, meist kombiniert mit umfangreichen anderen Materialien.

## Frühe gedruckte Sammlungen (bis 1612)
Die erste größere gedruckte Sammlung von Beschlüsse der ökumenischen Konzilien besorgte Jacques Merlin († 1541). Seine Ausgabe (Concilia generalia graeca et latina, Paris 1524) enthielt die Beschlüsse der Konzilien von Nicäa I, Konstantinopel I, Ephesos I, Chalcedon, Konstanz und Basel sowie von 47 Partikularsynoden, dazu 70 Dekretalen. Bekannt wurde sie auch, weil Merlin sich bei der Ausgabe auf die (von ihm für echt gehaltenen) Pseudo-Isidorischen Fälschungen stützte, für die seine Concilia die editio princeps sind. Pierre Crabbe († 1554) veröffentlichte 1538 die erste Ausgabe von Konzilsbeschlüssen, die in dem Sinne wissenschaftlich war, dass sie auf relativ breiter Handschriftenbasis erstellt wurde und abweichende Lesarten der Texte angab (Concilia omnia tam generalia quam particularia, 2 Bde., Köln 1538; erweiterte Auflage als Conciliorum omnium tam generalium quam particularium ... quae ... haberi potuerunt, 3 Bde., Köln 1551). Laurentius Surius († 1578) druckte Crabbes Ausgabe mit Ergänzungen nach (Tomus primus [secundus, tertius, quartus] conciliorum omnium, 4 Bde., Köln 1567); diese Ausgabe druckte wiederum Domenico Niccolini nach, abermals mit einigen Ergänzungen und Korrekturen (Conciliorum omnium tam generalium ... volumina quinque, 5 Bde., Venedig 1587). Eine bedeutende Ausgabe der Beschlüsse der ökumenischen und patrikularer Synoden, Dekretalen und verwandter Quellen gab Severin Binius heraus (Concilia generalia [...], 4 in 5 Bde., Köln 1606). Unter anderen nahm er das Konzil von Rimini (359), die Ignatianische Synode von 869/870 und das Konzil von Basel auf. Ab der zweiten Auflage (Paris 1618) orientierte er sich an der editio Romana. Die dritte und umfangreichste Auflage erschien postum (Paris 1658). Binius’ Ausgabe enthält umfangreiche Kommentare, von denen viele aus den Annales des Cesare Baronio entnommen sind.
Diese Ausgaben sind Ausdruck des im Rahmen der Gegenreformation gestiegenen Interesses vieler katholischer Gelehrter an den Beschlüssen der ökumenischen Konzilien. Autoren wie Antonio Agustín, Cesare Baronio, Roberto Bellarmino beschäftigten sich intensiv mit der Frage, welche Konzilien als ökumenisch zu gelten hätten und welche Bedeutung dies für ihre Gegenwart habe. Im Umfeld der päpstlichen Kurie entstand dabei die als editio Romana bekannte sehr einflussreiche Ausgabe (Concilia generalia ecclesiae catholicae Pauli V pontificis maximi auctoritate edita, 4 Bde., Rom 1608–12). Es handelt sich um eine offiziöse Ausgabe der Beschlüsse der ökumenischen Konzilien analog der 1582 erschienenen römischen Ausgabe des Corpus Iuris Canonici. Eine solche Ausgabe war schon von Agustín geplant gewesen, aber nach langen Verzögerungen erschienen die Bände der maßgeblich von Jacques Sirmond geleiteten Ausgabe erst ab 1608. Die editio Romana war die erste Ausgabe, die sich an der von Roberto Bellarmino entworfenen Liste der ökumenischen Konzilien orientierte, die bis heute in der römisch-katholischen Kirche gebräuchlich ist; insbesondere wurde das Konzil von Basel auf Betreiben Bellarmins nicht mehr aufgenommen. Anders als ältere westliche Ausgaben enthält die editio Romana auch griechische Texte, deren Wortlaut allerdings an die tradierten lateinischen Fassungen angepasst wurde, z. B. im Fall von der hier erstmals gedruckten Beschlüsse von Nicäa II, deren griechischer Wortlaut stillschweigend an die lateinische Fassung des Anastasius Bibliothecarius angepasst wurde.

## Sammlungen des 17., 18. und 19. Jahrhunderts
Vom 17. bis ins 20. Jahrhundert erschienen im Vergleich zum 16. Jahrhundert nur wenige neue Ausgaben katholischer Gelehrter, da (wie im Fall der Bibel, der Kirchenväter und des Corpus Iuris Canonici) von der römischen Ausgabe abweichende Ausgaben kirchenrechtlich verboten waren und gegebenenfalls auf den Index gesetzt werden konnten. Stattdessen wurden die bisherigen Ausgaben vielfach nachgedruckt, vor allem die editio Romana selbst.
Eine Sonderstellung nahm allerdings Frankreich ein, wo aufgrund des Gallikanismus die Beschlüsse der allgemeinen Konzilien auch politisch eine besondere Rolle spielten. Ludwig XIV. ließ eine als editio regia bekannte Ausgabe drucken, die auf der editio Romana beruhte, diese aber durch die Beschlüsse vor allem französischer Konzilien ergänzte (Conciliorum ... collectio regia, 37 Bände, Paris 1644). Sie wurde ihrerseits Grundlage für die Ausgabe von Philippe Labbé und Gabriel Cossart (Sacrosancta concilia, 17 Bände, 1671–72); Étienne Baluze begann ein Supplement zu dieser Ausgabe, von der aber nur ein Band erschien (Nova collectio, Paris 1683). Die zwölfbändige Ausgabe von Jean Hardouin (1649–1729) basierte auf der editio regia und Labbés Ausgabe, ergänzt um jüngeres Material bis in Hardouins eigene Gegenwart. Das Werk wurde in der königlichen Druckerei gedruckt und erweckte in der Titelei einen offiziösen Eindruck, allerdings vertrat Hardouin anti-gallikanische Positionen (Bd. 12 enthält die Bulle Unigenitus), weshalb das Werk in Frankreich 1716 durch Beschluss des Parlaments verboten wurde. 1722 aber durfte zunächst eine ergänzte Fassung erscheinen, 1723 dann auch wieder die ursprüngliche Ausgabe.
Im 18. Jahrhundert erschienen dann vor allem in Italien Sammlungen, die im Wesentlichen Nachdrucke der älteren Ausgaben waren. Nicola Coleti (1680–1765) druckte Labbes Ausgabe unter Verwendung von Baluzes’ Nova collectio und Hardouins Ausgabe nach (Sacrosancta concilia ad Regiam editionem exacta, 23+2 Foliobände, Venedig 1728–34). Giovanni Domenico Mansi veröffentlichte zunächst sechs Bände Ergänzungen zu Coletis Ausgabe, teilweise auf handschriftlicher Basis. Bekannt wurde aber vor allem sein teils (ab Bd. 16) erst postum erschienene Ausgabe Nova et amplissima collectio, die 1759 bis 1798 in 31 Foliobänden erschien. Die Ausgabe ist sehr umfangreich, allerdings auch für ihre Fehlerhaftigkeit berüchtigt. Sie wurde mehrfach ergänzt und nachgedruckt, unter anderem im Rahmen der Patrologia latina, wobei die Textqualität teilweise noch schlechter wurde. Da Mansi ältere Ausgaben ungeprüft nachdruckte, enthält seine Sammlung auch besonders häufig Beschlüsse von Konzilien, die tatsächlich nie stattgefunden hatten.

## Sammlungen des 20. und 21. Jahrhunderts
Rund um das Erste Vatikanische Konzil gab es unter Gelehrten aller Konfessionen sehr lebhafte Auseinandersetzungen auch zur Konziliengeschichte, die auch einzelne Editionen und philologische Arbeiten motivierten, aber zu keiner großen Neuausgabe von Konzilsakten führten. Dafür wuchs das Interesse an Konzilsbeschlüssen als historischen Quellen. Cuthbert Turner legte mit seiner Edition der Akten von Nicäa I die erste historisch-kritische Ausgabe der Beschlüsse eines ökumenischen Konzils (und verwandter Quellen) unter dem Titel Ecclesiae Occidentalis Monumenta Iuris Antiquissima vor. Seine unvollendeten Editionen weiterer Konzilien wurden von Eduard Schwartz fertiggestellt und herausgegeben. Schwartz begründete dann im Auftrag der Preußischen Akademie der Wissenschaften die kritische Edition der Akten der übrigen ökumenischen Konzilien (Acta conciliorum oecumenicorum). Er selbst edierte in dieser Reihe zwischen 1914 und 1940 die griechischen Akten der Konzilien von Ephesos, Chalcedon und Konstantinopel II, jeweils zusammen mit frühen lateinischen Übersetzungen.
Im 20. Jahrhundert brachte vor allem das Zweite Vaticanum ein sehr lebhaftes Interesse an der Konziliengeschichte innerhalb der römisch-katholischen Kirche hervor. Im gleichen Jahr 1962, als das Konzil begann, erschienen gleich zwei Ausgaben der Beschlüsse ökumenischer Konzilien, zum einen die dreisprachige Ausgabe von Périclès-Pierre Joannou und zum anderen die von Giuseppe Alberigo und anderen in Kooperation mit Hubert Jedin herausgegebene lateinische Ausgabe Conciliorum oecumenicorum decreta (kurz „COD“). Joannous Ausgabe enthält die Beschlüsse der Konzilien des ersten Jahrtausends (einschließlich des Quinisextums und, im Anhang, der Photianischen Synode von 879/880); die COD enthalten die Konzilien des ersten Jahrtausends (einschließlich der Ignatianischen Synode von 869/870, aber ohne das Quinisextum) und die in der römisch-katholischen Kirche ökumenischen Konzilien bis einschließlich des Ersten Vaticanum. Die COD erreichten rasch drei Ausgaben, deren dritte (1973) auch die Beschlüsse des Zweiten Vatikanischen Konzils enthielt. Neben Neuauflagen von COD erschienen auch mehrere Ausgaben, die den COD-Text mit Übersetzungen ins Italienische, Englische, Deutsche, Französische bzw. Koreanische kombinierten.
Seit den 1990er Jahren sind wieder mehr kritische Ausgaben der Beschlüsse der ökumenischen Konzilien veröffentlicht worden, oft nach langen Vorarbeiten. Insbesondere sind in der zweiten Reihe der ACO die Akten von Konstantinopel III (1990–95 durch Rudolf Riedinger) einschließlich des Konzils in Trullo (2013 durch Heinz Ohme) und Nicäa II (2012–16 durch Erich Lamberz) erschienen. Diese kritischen Ausgaben waren auch die Grundlage mehrerer Übersetzungen in moderne Sprachen, insbesondere ins Englische durch Richard Price. Seit 2006 erscheint eine überarbeitete und erweiterte Neuauflage der COD unter dem Titel Conciliorum oecumenicorum generaliumque decreta (kurz „CODG“) im Rahmen des Corpus Christianorum. Der erweiterte Titel entspricht der Aufnahme einer größeren Zahl von Konzilien als in den ersten drei Auflagen, unter anderen des Quinisextums, der Photianischen Synode oder des Konzils von Pisa.

## Ausgaben der Beschlüsse allgemeiner Konzilien
Auswahl (in chronologischer Reihenfolge):
- Jacques Merlin (Hrsg.): Concilia generalia graeca et latina, 2 Bde., Paris 1524. Digitalisat Band 1
- Concilia generalia ecclesiae catholicae Pauli V pontificis maximi auctoritate edita, 4 Bde., Rom 1608–12. [= editio Romana; Digitalisat Band 1.]
- Conciliorum omnium tam generalium quam provincialium collectio regia, 37 Bände, Paris 1644 [= editio regia] Digitalisat.
- Giovanni Domenico Mansi (Hrsg.): Sacrorum conciliorum nova et amplissima collectio, 31 Bde., Venedig und Florenz 1759–98. [Übersicht über Digitalisate von Mansis Ausgabe einschließlich einiger Ergänzungsbände: http://patristica.net/mansi.]
- Périclès-Pierre Joannou (Hrsg.): Discipline générale antique (IIe–IXe s.), tome I,1: Les canons des conciles oecuméniques (= Codificazione canonica orientale 9,1,1), Grottaferrata 1962. Digitalisat. [Mit französischer Übersetzung.]
- Giuseppe Alberigo, Péricles-Pierre Joannou, Claudio Leonardi und Paulo Prodi (Hrsg.): Conciliorum oecumenicorum decreta, 3. Auflage Bologna 1973. Digitalisat.
- Josef Wohlmuth (Hrsg.): Dekrete der ökumenischen Konzilien, 3 Bde., Paderborn, München, Wien und Zürich 2000/2002. [= Text ACO mit deutscher Übersetzung.]
- Giuseppe Alberigo, Adolf Martin Ritter, Luise Abramowski, Ekkehard Mühlenberg, Pietro Conte, Hans-Georg Thümmel, George Nedungatt, Silvano Agrestini, Erich Lamberz, Johannes Bernhard Uphus (Hrsg.): The Ecumenical Councils: From Nicaea I to Nicaea II (325-787) (= Conciliorum Oecumenicorum Generaliumque Decreta. Band 1). 2006, ISBN 2-503-52363-3.